# Sedlo pod Dúpnou
Sedlo pod Dúpnou (570 m n.p.m.) – przełęcz w Sulowskich Wierchach, w Górach Strażowskich na Słowacji. Znajduje się w ich części zwanej Sulowskimi Skałami między szczytami Dúpna (702 m) i Tisova (733 m).
Jest to głęboka przełęcz położona w lesie. Z doliny u jej wschodnich podnóży wypływa potok Rybniček uchodzący do Domanižanki. Przez przełęcz prowadzi niebieski szlak turystyczny.
  Domaniža, Rybniky – Dúpna – Sedlo pod Dúpnou – Tisová – Bodiná.